# نفرو الأولى
نفرو الأولى، هي ملكة مصرية قديمة غير حاكمة أو زوجة ملك من عهد الأسرة الحادية عشرة، و قد كانت زوجة للملك منتوحتب الأول.

## سيرة ذاتية

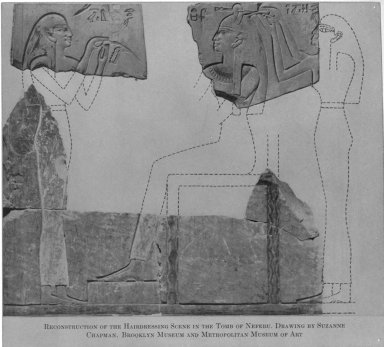
نفرو - متحف بروكلين

كانت متزوجة من منتوحتب الأول وأنجبت منه ولدين إنتف الأول وإنتف الثاني وكانت جدة إنتف الثالث وزوجته الملكة إيه. وكانت أيضًا الجدة الكبرى لنفرو الثانية. وتتجلى أهميتها من خلال تكرار ذكرها في نقوش ابنها. تم التعرف عليها على أنها والدة إنتف الثاني حيث تم ذكرها في لوحات متعددة لابنها، و ذُكر إبنها «كمولود من نفرو»
ومن الممكن أيضًا أن تكون هي نفس الملكة نفروكايت التي يعتقد أنها زوجة إنتف الثاني. وستكون ألقابها حينها: "زوجة الملك، حبيبته"، و"ابنة الملك"، و"الزخرفة الملكية".